# シンハガッド急行

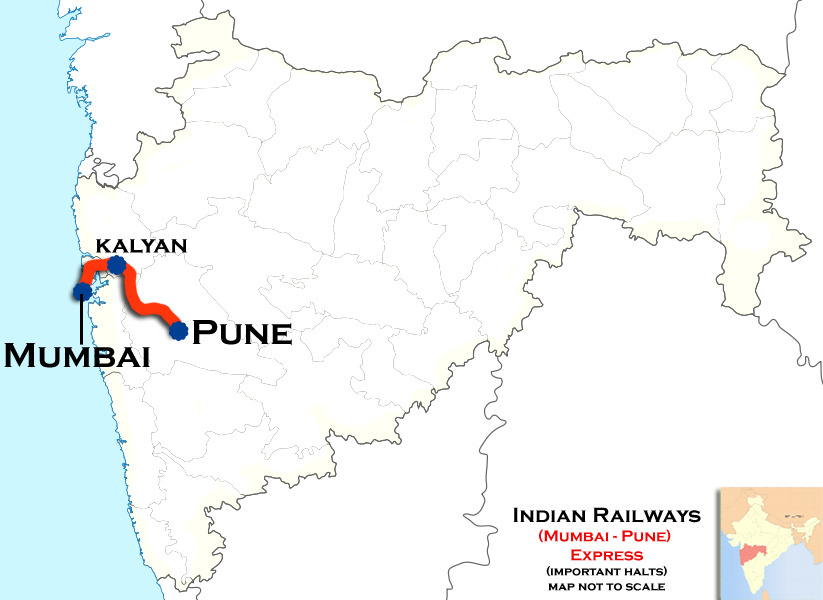
路線図

シンハガッド急行（英語: Sinhagad Express）は、インドの急行列車の1つ。ムンバイとプネーを結び、インド初の2階建て客車を用いる都市間列車として登場した経歴を持つ。

## 概要
1978年4月12日から営業運転を開始した、ムンバイ（旧：ボンベイ）とプネー（旧：プーナ）を結ぶ急行列車。同区間の混雑緩和を目的としてインドで初となる本格的な2階建て客車が導入されたが、諸事情により数年で1階建ての客車（ICF客車）へと変更された。2023年5月現在、ムンバイのチャトラパティ・シヴァージー・ターミナス駅とプネーのプネー・ジャンクション駅を1日1往復運行しており、2020年代初頭に従来のICF客車を置き換えたLHB客車による以下の車種を用いた16両編成が組まれている。
- 冷房座席車（AC Chair car）：1両
- 非冷房2等座席車（Second Class seating）：13両
- 荷物緩急車（Luggage cum Guard’s Brake Van）：1両
- 電源車（Generator Car）：1両

## ギャラリー

### ICF客車時代

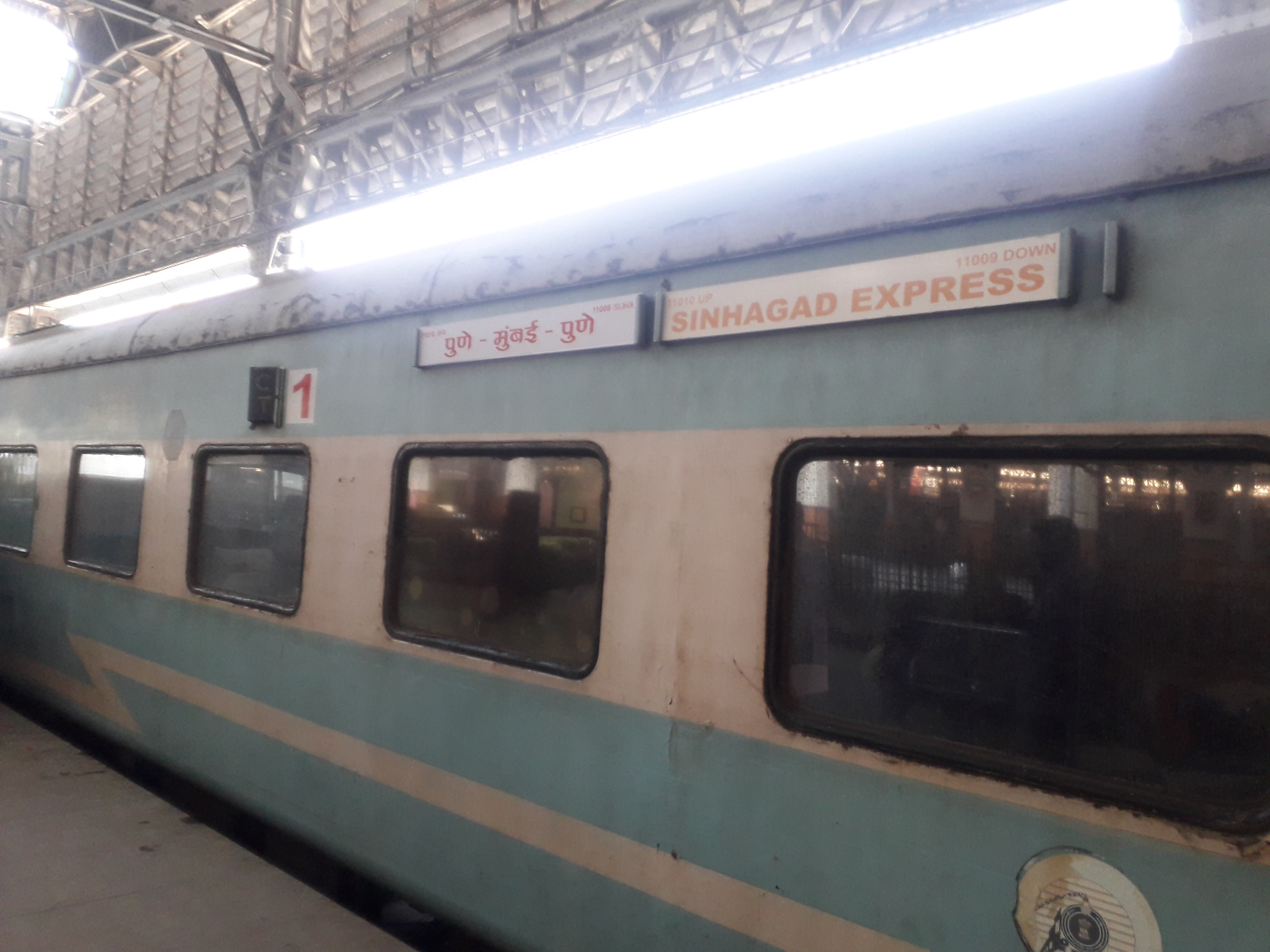
冷房座席車（2019年撮影）
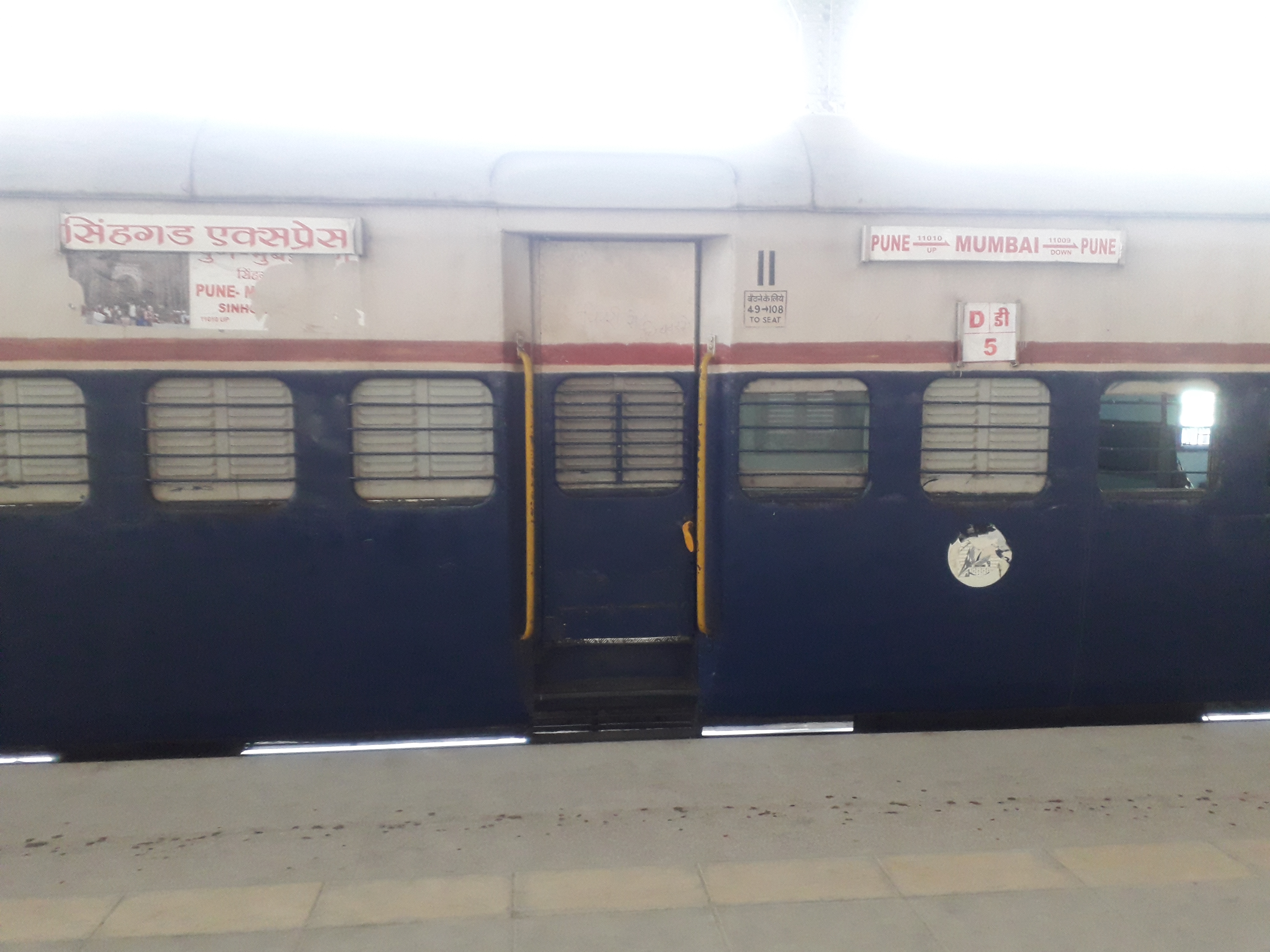
非冷房2等車（指定席）（2019年撮影）
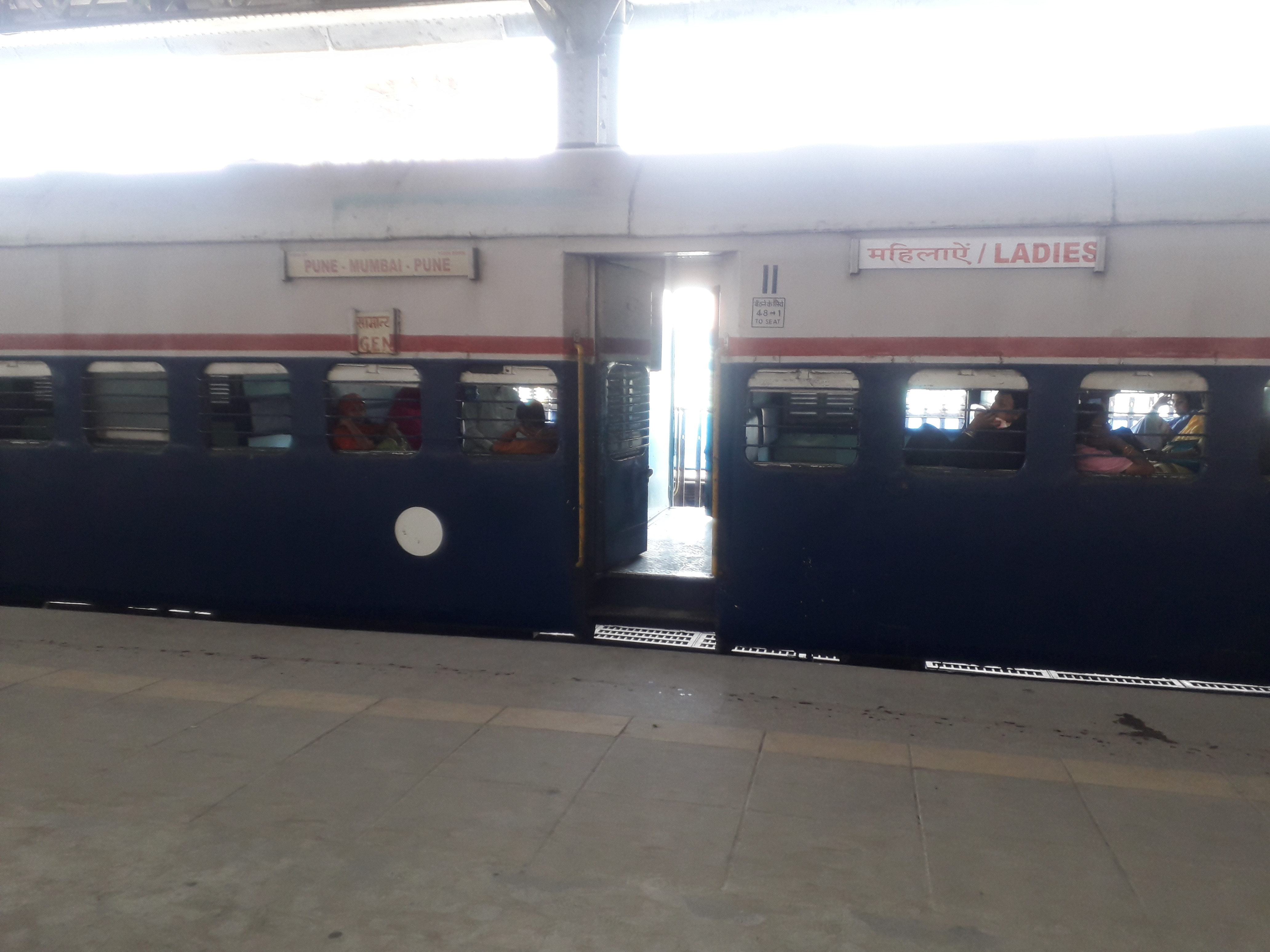
非冷房2等車（指定席、女性専用）（2019年撮影）
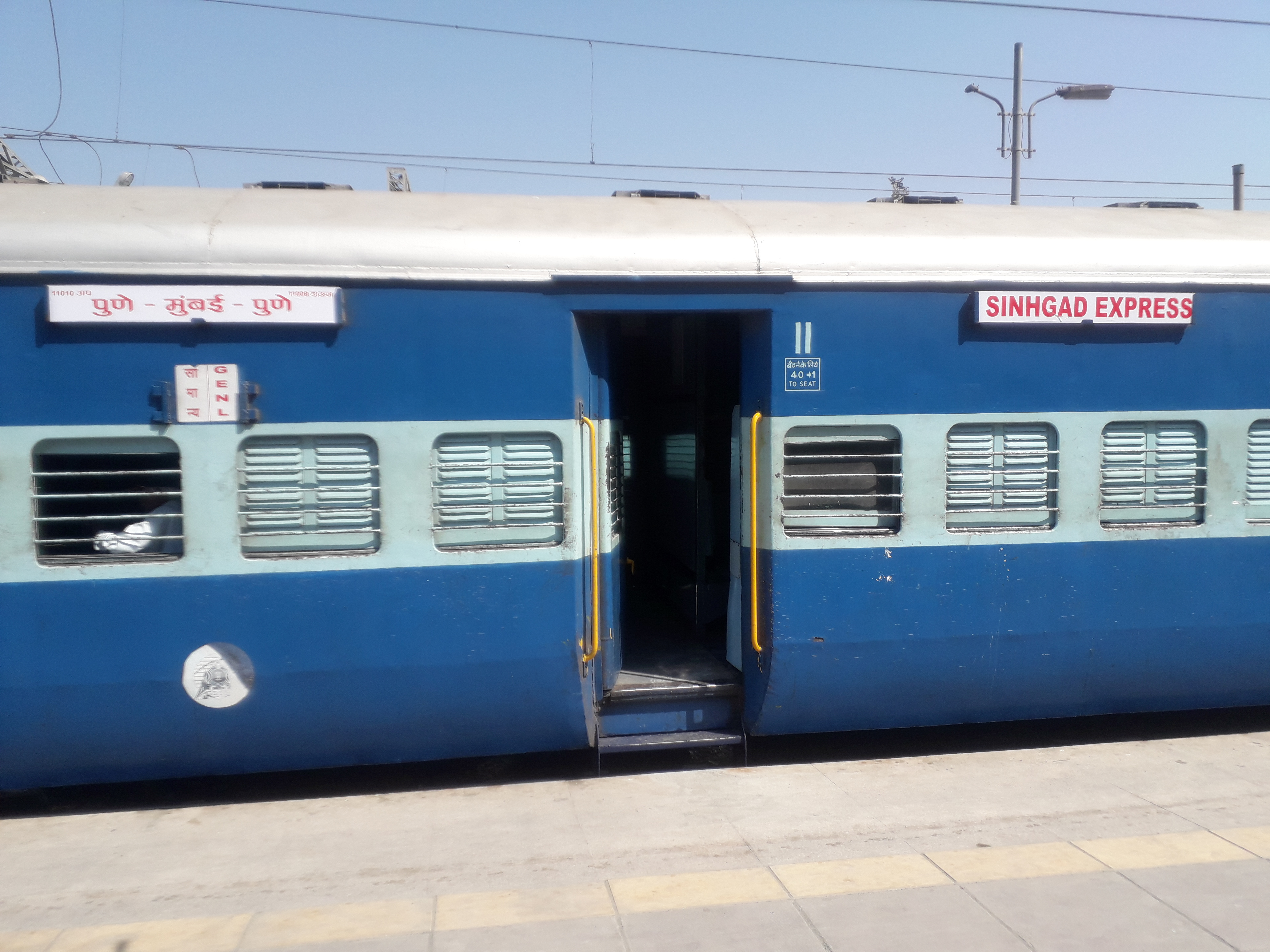
非冷房2等車（自由席）（2019年撮影）
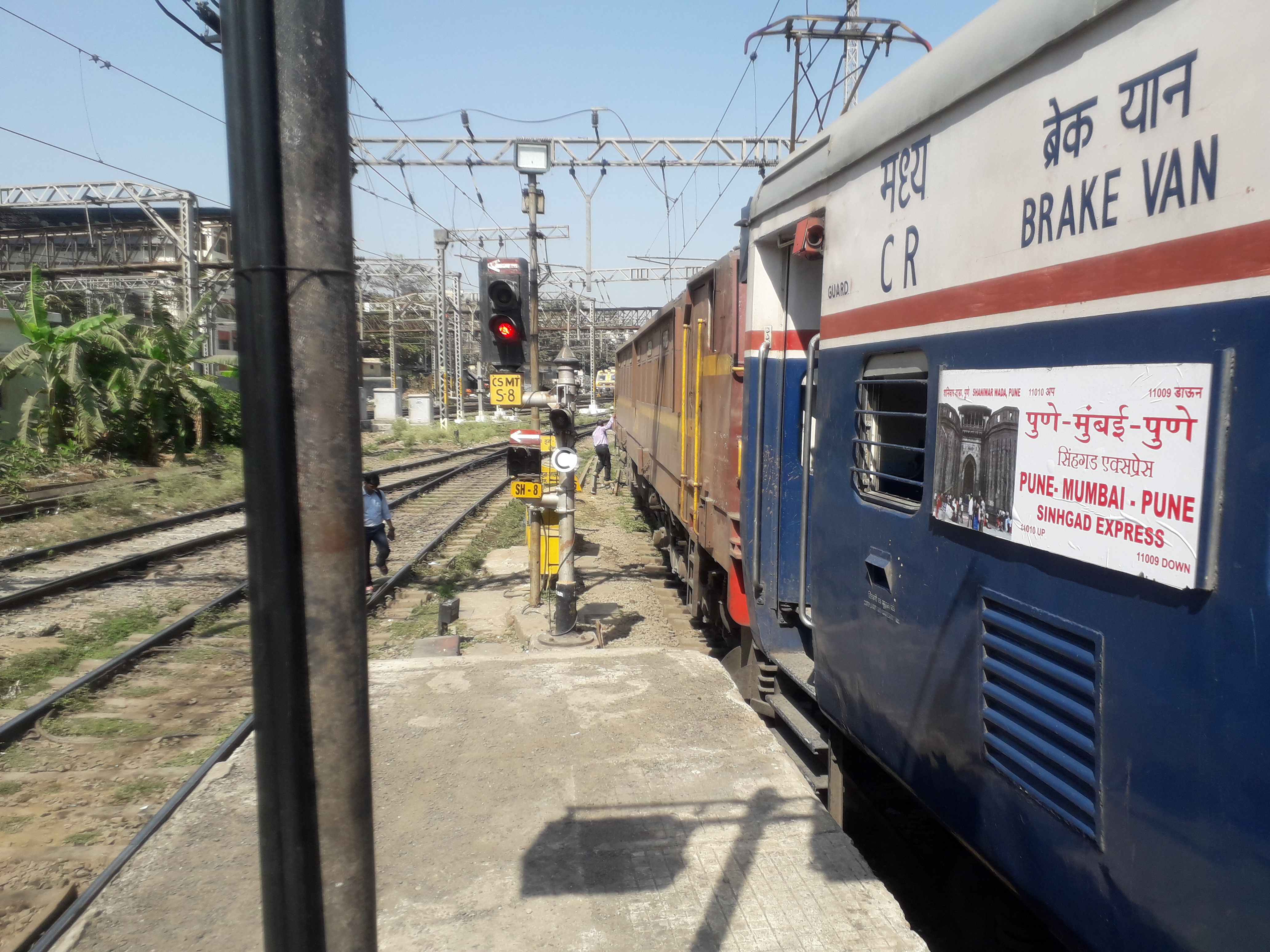
荷物緩急車と牽引機関車（2019年撮影）